# Nikita Morgoenov
Nikita Leonidovitsj Morgoenov (Russisch: Никита Леонидович Моргунов) (Novokoeznetsk, 29 juni 1975), is een voormalig professionele basketbalspeler die speelde voor het nationale team van Rusland. Hij heeft de medaille gekregen van Meester in de sport van Rusland. In de periode van 21 januari 1999 tot 28 oktober 2000 tekende hij driemaal een contract bij de Portland Trail Blazers in de NBA, maar speelde geen enkele wedstrijd voor die club.

## Carrière
Morgoenov begon zijn profcarrière bij Aleko in 1990. In 1993 stapte hij over naar CSKA Moskou. Met CSKA werd Morgoenov vier keer landskampioen van Rusland in 1994, 1995, 1996 en 1997. In 1997 stapte Morgoenov over naar Atletas Kaunas in Litouwen. In 1999 verliet Morgoenov Atletas en keerde terug naar CSKA Moskou. In 2002 vertrok Morgoenov naar Avtodor Saratov. In 2002 ging Morgoenov naar Dinamo Moskou. In 2003 ging Morgoenov spelen voor Makedonikos BC in Griekenland. In 2004 ging Morgoenov naar Dinamo Oblast Moskou. Hij bleef drie jaar bij die club. In 2007 ging Morgoenov spelen voor Chimki Oblast Moskou. Morgoenov bleef een jaar bij de club waar hij de Beker van Rusland won. In 2008 ging Morgoenov spelen bij Lokomotiv-Koeban Krasnodar. Morgoenov speelde in 2010 voor Universitet-Joegra Soergoet. Na een jaar keerde Morgoenov terug bij Dinamo Moskou maar ging na een jaar alweer weg naar Spartak Primorje Vladivostok. Na een jaar keer Morgoenov voor een derde keer terug bij Dinamo Moskou. In 2015 stopte hij met basketbal.

## Erelijst
- Landskampioen Rusland: 4
  - Winnaar: 1994 1995, 1996, 1997
  - Tweede: 2008
- Beker van Rusland: 1
  - Winnaar: 2008
- Landskampioen Litouwen:
  - Tweede: 1998
- Wereldkampioenschap:
  - Zilver: 1998
- Europees Kampioenschap: 1
  - Goud: 2007